# Crocigrapha
Crocigrapha là một chi bướm đêm thuộc họ Noctuidae.

## Các loài
- Crocigrapha normani (Grote, 1874)